# Otto Spiess
Ludwig Otto Spiess (Basileia, 1 de março de 1878 – Riehen, 14 de fevereiro de 1966) foi um historiador da matemática suíço, conhecido por suas pesquisas sobre Leonhard Euler e sobre a família Bernoulli.

## Vida
Spiess descende por parte de sua mãe, Marie Louise Faesch, de uma antiga família da Basileia (Faesch) e estudou na Universidade de Basileia, onde obteve um doutorado com a tese Grundbegriffe der Iterationsrechnung, e na Universidade de Berlim (dentre outros com Hermann Amandus Schwarz, Friedrich Schottky, Ferdinand Georg Frobenius, Edmund Landau). Foi depois Privatdozent, em 1907 Professor extraordinário e em 1938 Professor ordinário de matemática em Basileia.
Spiess é conhecido principalmente por suas pesquisas sobre Leonhard Euler e a família de matemáticos e físicos Bernoulli. Descobriu significativos materiais de arquivos sobre Johann Bernoulli, Johann II Bernoulli e Johann III Bernoulli na Academia Real das Ciências da Suécia em Estocolmo e na Biblioteca do Ducado em Gotha, que pode levar para Basileia, onde encontra-se atualmente na biblioteca da Universidade da Basileia, que é uma fonte principal para a história da matemática dos séculos XVII e XVIII.
Foi palestrante convidado do Congresso Internacional de Matemáticos em Oslo (1936).

## Obras
- Leonhard Euler. Ein Beitrag zur Geistesgeschichte des 18. Jahrhunderts, Frauenfeld 1929.
- Johann Bernoulli, Daniel Bernoulli. In: Karl Rudolf Fueter: Große Schweizer Forscher. 1939.
- Die Mathematikerfamilie Bernoulli. In: Große Schweizer. 1938; sowie Artikel Bernoulli, Basler Gelehrtenfamilie. In: Neue Deutsche Biographie 1955.
- Basel anno 1760 nach den Tagebüchern der ungarischen Grafen Joseph und Samuel Teleki. 1936.